# Obecabtagene autoleucel
Obecabtagene autoleucel es un tratamiento contra el cáncer que fue aprobado el 8 de noviembre de 2024 por la Administración de Alimentos y Medicamentos de Estados Unidos (FDA). Está indicado en pacientes adultos afectos de leucemia linfoblástica aguda de células B recidivante o resistente a otros tratamientos. Es una inmunoterapia autóloga de linfocitos T modificados geneticamente (terapia de linfocitos T con CAR o CAR-T). Uno de sus efectos secundarios es el síndrome de liberación de citoquinas.

## Descripción
El medicamento está formado por linfocitos T procedentes del propio paciente modificados geneticamente. El primer paso es obtener las células T mediante una vía intravenosa, según un procedimiento denominado leucocitaféresis. Una vez obtenidas las células se les añade un receptor de antígeno quimérico (CAR) que les da capacidad de identificar y destruir a las células malignas, posteriormente se infunden de nuevo al paciente.

## Efectos secundarios
Entre los efectos secundarios se encuentra el síndrome de liberación de citoquinas, potencialmente mortal, y el síndrome de toxicidad neurológica asociado a la terapia con células inmunoefectoras, conocido por las siglas ICANS (Immune-effector cell associated neurotoxicity syndrome).